# Luca Moncada
Luca Moncada (* 3. April 1978 in Palermo) ist ein ehemaliger italienischer Leichtgewichts-Ruderer, der zwischen 2001 und 2007 sechs Goldmedaillen bei Ruder-Weltmeisterschaften gewann.
Moncada begann 1993 mit dem Rudersport. 1998 und 1999 gewann er mit dem italienischen Leichtgewichts-Doppelvierer jeweils den Titel bei den U23-Weltmeisterschaften. 2000 erreichte er beim Weltcup in Wien den fünften Platz im Leichtgewichts-Einer. Bei den Ruder-Weltmeisterschaften 2000 ruderte er mit dem italienischen Leichtgewichts-Achter auf den achten Platz. 
2001 wechselte er in den Doppelvierer, mit dem er in den folgenden Jahren sechs Weltmeistertitel erkämpfte, meist saß er auf dem Platz hinter dem Schlagmann. Neben den Weltmeisterschaftsregatten gewann er auch bei fünf Weltcupregatten mit dem Doppelvierer, seine letzte internationale Regatta beendete er 2008 beim Weltcup in Posen auf dem zweiten Platz.
Moncada hatte bei einer Körpergröße von 1,78 Metern ein für Leichtgewichte typisches Wettkampfgewicht von etwa 71 Kilogramm.

## Medaillen bei Weltmeisterschaften
- Doppelvierer
  - Gold: WM 2001, WM 2002, WM 2003, WM 2005, WM 2006, WM 2007